# ジャン狂
『ジャン狂』（ジャンきょう）は、1983年にハドソンソフトから発売されたパソコン用麻雀ゲームソフト。

## 概要
当時、ハドソンソフトのパソコン用ゲームソフトには、タイトルに「狂」を付けた名称のソフト（『野球狂』『花札狂』など）が多く発売されており、このソフトも『ジャン狂』という名称で発売された。内容は一般的な4人制麻雀であり、相手の牌を見られるオープンモードを搭載している。当時のコンピューター麻雀はコンピューターの思考ルーチンを簡素化させるためにイカサマをさせるのが常套手段で、オープンモードを入れるのは「イカサマをしてない」ということをアピールするための意味合いがあった。
1984年11月2日にはファミリーコンピュータに移植され、『4人打ち麻雀』のタイトルで任天堂から発売された。日本での累計出荷本数は145万本。
- PC-6001mkII以降では、発声機能がある。
- PC-6001版およびPC-8001mkII版では、白黒画像となっている。
- PC-88版・FM-7版ではゲーム中にESCを押すことで一時停止ができ、リターンキーを押すとオープンモードのON/OFF、スペースを押すとサウンドのON/OFFができる。（トグル操作）
- ファミコン版『4人打ち麻雀』は、ゲーム中にセレクトボタンを押すことによりトグル操作でオープンモードを切り替えることができる。リセットボタンを押すと謎のフォント「M.Tobita」と表示されることがある。

キー操作
カーソルキーの←・→キー（テンキーがある場合は4・6キー、FCでは左・右）で捨て牌の選択、↑・↓キー（テンキーでは2・8キー、FCでは上・下）でポン・チー・カン・リーチ・ロン・ツモ・ステハイ・ツギ（見送る）を選択、スペースキー（FCではⒶボタン）で決定。配牌時に九種九牌あって流局にしたい場合は、「ツモ」に合わせて決定することにより九種么九倒牌で流局にすることができる。リーチをかけた後は、上り牌または暗槓できる牌をツモるか、他家から上がり牌が出るか（但しフリテンの場合は、上がり牌が出ても自動で見逃しする）流局するまで自動で捨て牌する。
ルール
- 27000点持ち、30000点返しの半荘戦。
- 喰いタンヤオの有り無しはゲーム開始前の設定で変更可能。後付けあり。
- チョンボは仕様上無し（ノーテン立直は、立直宣言できるが捨牌後取り消される。ノーテン和了・フリテンでのロン和了は操作を受け付けない、FCでは「デキマセン」と表示される）。
- 親は流局でノーテンの場合、東場なら子にテンパイが1人でもいれば輪荘（親流れ）・全員ノーテンなら連荘、南場なら無条件で連荘（子が上がるまで連荘が続く）。
- 5本場から2翻縛り（FC版では、百点棒表示に色がつく）。
- 喰い平和形のロン和了は20符で計算（1翻だけなら、子700点/親1000点で計算される）、七対子は25符2翻で計算。
- 点数がマイナスになってもゲームは続行（ドボン無し）、持ち点数が1000点未満でも立直可能。
- ドラはネクスト、裏ドラ・槓ドラあり、槓裏ドラは無し。槓ドラは暗槓の場合は即めくり、明槓の場合は後めくり（捨て牌後や続けて槓をした場合にめくられる）。
- 役満は複合する。ダブル役満・トリプル役満・それ以上も可。
- 四暗刻単騎待ち、国士無双13面待ち、九蓮宝燈9面待ち（純正九蓮宝燈）はダブル役満。
- 九蓮宝燈は萬子のみ成立、索子・筒子では清一色扱い。

## ネットジャン狂
2010年2月25日に配信開始されたiPhone / iPod touch用ゲームソフト。ネット対局モードとローカル対局モードがあり、ネット対局モード（1日1戦のみ無料）で課金する方式であり、ソフト自体は無料。App Store初のオンライン麻雀ゲームで、戦績記録やランキング機能を搭載していた。2012年にサービス終了。